# Leva-me aos Fados
Leva-me aos Fados é o quarto álbum da cantora de Fado, Ana Moura, o sucessor do multi-premiado "Para Além da Saudade".
Leva-me aos Fados tem uma lista de participações de luxo onde se destacam José Mário Branco e Manuela de Freitas, Lisboa Bagpipes, Amélia Muge e Tozé Brito. A produção continua a ser de Jorge Fernando.

## Background
Jorge Fernando é o responsável pela composição da maioria das 15 canções deste disco

## Composição e gravação
Ana Moura começou a escrever letras para o álbum em 2009, juntamente com Jorge Fernando. No início, ela achou que o álbum continha muitos estilos musicais, mas mudou de ideia, afirmando: "Eu pensei que, em parte para justificar isso para mim, mas principalmente porque é a verdade.
Ana Moura começou a gravar demos nos estúdios da World Village em Lisboa. Todos os arranjos de cordas e orquestra foram gravados por Ana Moura e Jorge Frenando. O álbum foi mixado nos estúdios de Jorge Fernando. A gravação de "Leva-me aos Fados" demorou quase três meses, tornando-se o maior período de tempo que Moura tinha trabalhado em um projecto. Fernando explicou mais tarde que o álbum teve pouco tempo para gravar, "devido ao perfeccionismo puro de todos os envolvidos de forma criativa".
O disco alcançou a marca de platina, numa altura em que a música está a atravessar um período muito difícil. Mas lamentou que ainda existam estações de rádio que continuam a deixar de fora as suas canções.

## Lançamento e promoção

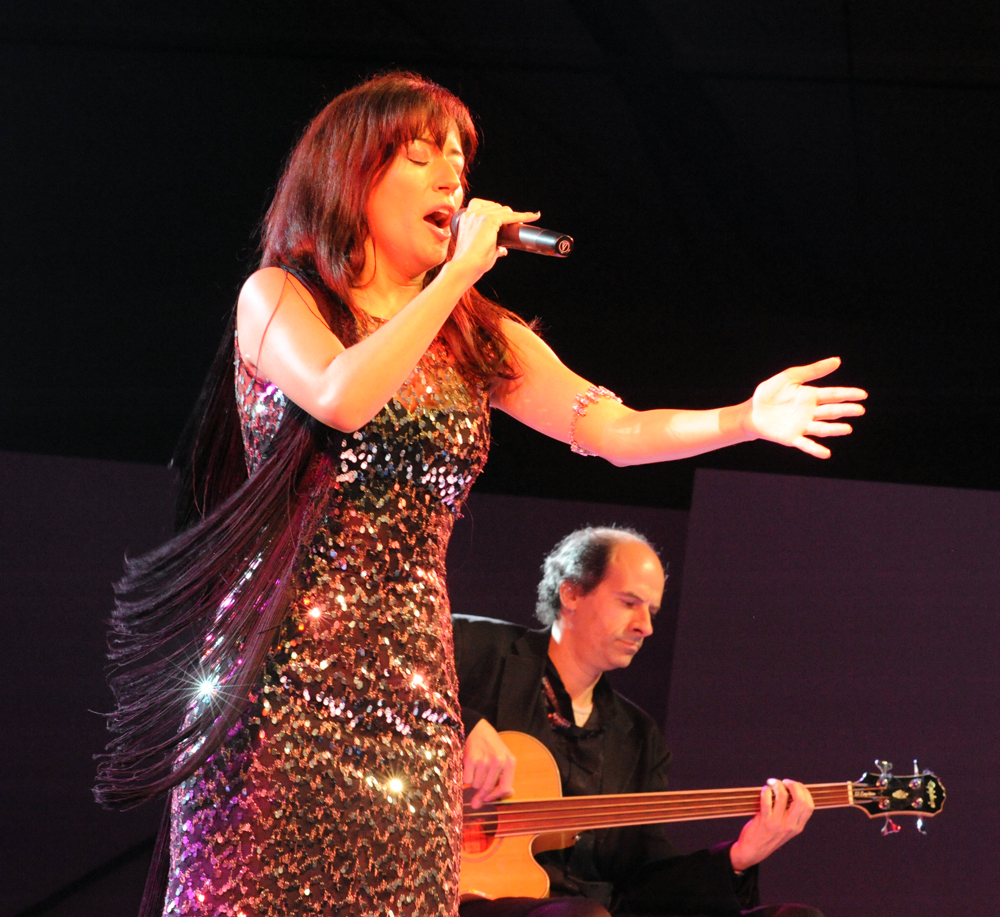
Ana Moura em Warszawa, Polonia. Setembro 2009

O álbum foi lançado, no mês de Outubro de 2009, na maioria dos países europeus.

### Título do álbum e capa
O título do novo álbum de Ana Moura, anuncia uma leveza de espírito e uma contextualização do género mais Português fora dos clichés mais lúgubres. Na capa da edição padrão, nós podemos ver o rosto de Ana Moura em preto e branco com letras dizendo: "Leva-me aos Fados, Ana Moura". A capa para a edição de luxo é a mesmo, sem as letras. Ambas as fotografias são de Paulo Segadães.

### Singles
- "Leva-me Aos Fados", o primeiro single do álbum, foi lançado em 12 Novembro de 2009. No vídeo da música, podemos ver Ana Moura em pé na escuridão de uma sala com focos castanhos com homens tocando guitarra Português.
- O segundo single do álbum foi "Caso Arrumado", lançado em 23 novembro de 2010, mas não conseguiu a atenção das pessoas. No vídeo podemos ver Ana cantando num quarto escuro, como nos vídeos da música anterior, mas com a sala cheia de luzes brancas.
- "Nao e um Fado Normal" foi lançado como o terceiro single do álbum, em 27 de dezembro de 2009. No vídeo da música, também temos a mesma ideia, mas, neste momento, os vocais de fundo também aparecem.
- O quarto single, "Rumo ao Sul", lançado em 20 de Fevereiro de 2010, tornou-se a música mais comercial desde "Os Búzios", lançado em 2007.
- "Como Uma Nuvem No Céu", foi lançado como quinto single do álbum em 9 de Março de 2010.

## Música e temas
- - "Leva-me Aos Fados" é um fado tradicional com letra de Jorge Fernando, conta-nos sobre uma mulher que procura o amor e que espera sentada numa mesa de um café de Lisboa.
  - "Como uma nuvem no céu", escrita por Tozé Brito, também é um fado tradicional. Fala sobre um amor impossível.
  - "Por Minha Conta" foi escrito por Jorge Fernando. Foi baseado numa história sobre uma mulher sozinha.
  - "A Penumbra", escrito por Jorge Fernando, conta-nos sobre uma mulher em conexão com os seus pensamentos.
  - "Caso Arrumado", escrito em parceria por Manuela de Freitas e Pedro Rodriguez, fala sobre um amor de marido e mulher que se divorciaram.
  - "Talvez depois", escrito por Jorge Fernando e Custódio Castelo, conta a história de um amor problemático quando uma mulher pede ao homem para "dar um tempo" para o relacionamento.
  - "Rumo ao Sul", um fado contemporâneo, escrito por Fernando Jorge Viana e Carlos, fala-nos sobre uma mulher que foge para seguir seus sonhos.
  - "Fado das Águas", escrito por Mário Raínho e música de Alfredo Marceneiro, é sobre a água e o amor.
  - "Fado Vestido de Fado" é um fado tradicional. Fala sobre os sentimentos das pessoas.
  - "Crítica Da Razão Pura" é também um fado tradicional e fala sobre a razão do amor.
  - "De Quando Em Vez", escrito por Maria Dos Anjos, fala sobre um homem que se recusa a amar a sua esposa.
  - "Fado das Mágoas", escrito por Jorge Fernando, fala sobre uma mulher que pede ajuda e ninguém a ouve.
  - "Águas Passadas", também escrito por Jorge Fernando, é uma música que fala sobre a história passada de uma mulher. José Mário Branco foi o compositor da música da canção.[2]
  - "Que Dizer De Nos", escrito por Jorge Fernando, fala sobre um amor proibido.
  - "Não É Um Fado Normal", escrito por Amélia Muge, tem uma mistura de folk e fala sobre um tipo diferente de destino.

Neste trabalho, também podemos encontrar um estilo musical um pouco diferente daqueles que são apresentados nos seus álbuns anteriores. Com novos sons, incluindo o folk e música acústica, que enriquecem muito o álbum. Em "Rumo ao Sul" temos uma mistura de diferentes estilos, como o fado e o acústico.  Ana Moura tomou a liberdade de misturar os estilos já mencionados anteriormente, (folk e acústico), que dão ao álbum um som mais complexo, mas sereno e belo.
"Gravar este disco foi realmente difícil, mas divertido. "Rumo ao Sul" e "Não e um fado normal" são as minhas canções favoritas do álbum, porque incluem vários estilos misturados com o fado."

## Recepção da crítica
| Críticas profissionais | Críticas profissionais |
| Avaliações da crítica  | Avaliações da crítica  |
| Fonte                  | Avaliação              |
| ---------------------- | ---------------------- |
| Allmusic               | [ 3 ]                  |
| Amazon.com             | (favorable)            |
| DiscoDigital           | (very favorable)       |
| IOL                    | [ 6 ]                  |
| iTunes                 | (favorable)            |
| Music Review           | (very favorable)       |
| O Interior             | [ 9 ]                  |
| PopMatters             | (8/10)                 |
| Rate Your Music        | [ 10 ]                 |
| Rhapsody               | (favorable)            |

O álbum foi muito bem recebido pela crítica. All Music Guide deu ao álbum uma classificação de 4 em 5 e disse: "Cada música deste álbum é lindo e ricamente emocional sem ser bombasticamente emotivo, e os experimentos rítmicos e temáticos - um ritmo de tango aqui, empertigado e um backbeat desafiador lá - só servem para aprofundar e enriquecer a tradição de que Ana Moura está claramente consagrada ". Amazonas fez uma análise positiva para o álbum e disse: "Moura comunica cansado da vida, coragem indomável e temperada com um sabor picante da paixão escura que Hurts So Good". DiscoDigital deu uma opinião muito positiva, comentando que "o álbum é absolutamente lindo, Ana Moura canta como nunca cantou antes. A direcção musical é perfeito, em geral, o álbum é óptimo, desde o início até ao fim". IOL Música deu ao álbum uma classificação de 3 de 5 estrelas chamando-lhe "um álbum de fado smoth doce". ITunes, também deu ao álbum uma crítica positiva. Revisão da música deu ao álbum uma crítica positiva e disse: "Você não pode falar nada de Português ou saber nada sobre o fado, mas isso não deve impedi-lo de apreciar gravação de Ana Moura Leva-me Aos Fados Esta é uma gravação maravilhosa. da música bonita e do assombro que não deixará de tocar o seu coração. Se você se esqueceu que a verdadeira paixão parece, isso vai servir como um lembrete oportuno ". O Interior deu ao álbum uma arating de 3 de 5 chamando-lhe "um grande álbum original do fado"
PopMatters deu uma nota de 8 em 10, dizendo:. "Globalmente, porém, este é outro excelente vitrine para a arte Moura, com pelo menos metade do álbum destacando-se como clássicos.". RateYourMusic era menos favorável e deu ao álbum uma classificação de 3,5 em 5. Rhapsody deu ao álbum uma crítica favorável e disse: ". Ela encontrou uma maneira de fazer fado contemporâneo e atraente. Seattlepi fez uma análise positiva para o álbum e disse: "exibe Moura não somente a escala maravilhosa como cantora, mas o controle, assim não há esforço para ser ouvido quando ela segura uma nota ou como ela vai para cima. e para baixo da escala. Ao contrário de tantos cantores populares que tentam fazer o que estão fazendo soar difícil, a fim de impressionar-nos, há uma facilidade glorioso na maneira como ela se move através de uma canção".

## Prémios
Em 23 de maio de 2010, na "Gala dos Globos de Ouro" ganhou o prémio de Melhor Intérprete Individual.

## Faixas
1. "Leva-me aos Fados"  - Fernando  3:00
2. "Como uma Nuvem no Céu" -  Brito 3:10
3. "Por Minha Conta"  - Fernando 3:31
4. "A Penumbra"   - Fernando 2:44
5. "Caso Arrumado"  - De Freitas, Rodrigues 2:22
6. "Talvez Depois"  - Castelo, Fernando 3:16
7. "Rumo ao Sul"  - Fernando, Viana 3:51
8. "Fado das Águas" -  Marceneiro, Rainho 3:15
9. "Fado Vestido de Fado" -  Maurício, Rainho 2:32
10. "Crítica de Razão Pura"  - Guedes, Traditional 2:56
11. "De Quando em Vez"  - Anjos, Rainho 4:00
12. "Fado das Mágoas"  - David, Fernado 2:44
13. "Águas Passadas" - Branco, Fernando 4:08
14. "Que Dizer de Nós" -  Fernando, Moura 4:42
15. "Não É um Fado Normal" -  Muge 4:23

## Créditos
- Ana Moura - vocai[12]
- Custódio Castelo - produtor
- Karin Elsener - designer
- Jorge Fernando - guitarra, produtor
- René Goiffon  - produtor executivo
- Filipe Larsen - baixo
- João Pedro Moreira - designer
- Fernando Nunes - Produtor, engenheiro, masterizaçao, mixing
- Sónia Pessoa - maquilhagem
- Cláudia Rodrigues - estilista
- Paulo Segadães - fotografia
- Ana Sousa Hair - estilista

## Posições
| Paradas (2009)                          | Posições |
| --------------------------------------- | -------- |
| Portugal - AFP                          | 2        |
| Estados Unidos - Billboard World Albums | 7        |

| País / Certificadora | Certificação | Vendas |
| -------------------- | ------------ | ------ |
| Portugal AFP         | 2× Platina   | 40.000 |

## Historico de lançamento
| Regiao         | Data                | editora       | Formato |
| -------------- | ------------------- | ------------- | ------- |
| Portugal       | 12 de Outubro, 2009 | World Village | CD      |
| Europa         | 14 de Outubro, 2009 | World Village | CD      |
| United Kingdom | 18 de Outubro, 2009 | World Village | CD      |
| Germany        | 21 de Outubro, 2009 | World Village | CD      |

## Ligaçoes externas
- Web site oficial
- Leva-me aos Fados na Allmusic
- Ana Moura - perfil na World Village
- Ana Moura - perfil na Earth Beat Entertainment
- Álbum "Leva-me aos fados" no Arquivo José Mário Branco